# گلخانه گیاهان استوایی یومه‌نوشیما
گلخانه گیاهان استوایی یومه‌نوشیما در منطقهٔ کوتو در توکیو پایتخت ژاپن و در داخل پارک یومه‌نوشیما واقع شده‌است.

## رسیدن به پارک
- جی آر، خط کییو، ایستگاه شینکیبا. از ایستگاه ۱۵ دقیقه پیاده تا باغ گیاه‌شناسی راه است.
- متروی توکیو، خط یوراکوچو، ایستگاه شینکیبا Y24